# Лівобережна вулиця (Київ)
Лівобере́жна ву́лиця — зникла вулиця, що існувала в Дніпровському районі (на той час — Дарницькому районі) міста Києва, місцевість Микільська Слобідка. Пролягала від Броварського шосе до залізниці.
Прилучалися Лівобережний провулок, вулиці Лозова, Фонвізіна, Ярмаркова та Семена Скляренка .

## Історія
Виникла в 1-й чверті XX століття, мала назву вулиця Шевченка. Назву Лівобережна вулиця набула 1955 року.
Ліквідована 1971 року у зв'язку зі знесенням старої забудови.